# Juan d'Arienzo

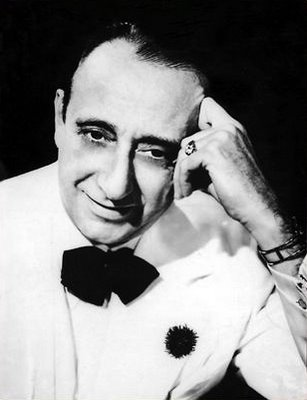
Juan d'Arienzo

Juan d'Arienzo (14 december 1900 – 14 januari 1976) was een Argentijnse tangomuzikant en orkestleider. Hij werd wel 'de koning van het ritme' (El Rey del Compás) genoemd.
D'Arienzo begon met traditionele tangomuziek maar ging langzaamaan moderne arrangementen spelen. In 1935 zorgde hij voor een revolutionaire vernieuwing in de Argentijnse tango door in de vierkwartsmaat zowel de eerste tel als de derde tel te accentueren. Met zijn verschillende orkesten maakte hij honderden opnames. Zijn muziek wordt in Argentinië nog veel gebruikt voor het dansen van de tango en de milonga, een variant van de tango. Vaak zijn deze nummers ritmisch en staccato.

## Discografie (selectie)
| - El Triunfo / Unión cívica (1943) - Filicia / Vino triste (1943) - Qué importa (1944) - El Tarta / Se apagó una estrella (1953) - Tangos de todos los tiempos (1956, Ø 20cm) - Bien porteño (1959, met zangers Jorge Valdés en Mario Bustos) - Más grande que nunca (1959) - Juan D’Arienzo (1959, met zanger Alberto Echagüe) - D’Arienzo for export (1959) - Don Juan el Irresistible (1959) - Adiós Chantecler (1960, met zangers Jorge Valdés en Mario Bustos) - Pasajera (1960) - Oro de ley en las rosas de orquesta (1960) - Tangos (1960) - Grandes éxitos de Juan D’Arienzo (1963) - Academia del Lunfardo (1964) - Evocando el ayer - Vol. 1 (1964) - Evocando el ayer - Vol. 2 (1965) - El vals de los 17 años (1966) - Juan D’Arienzo - Alberto Echagüe (1966, met zanger Alberto Echagüe) - Juan D’Arienzo - Héctor Mauré (1966, met zanger Sänger Héctor Mauré) - D’Arienzo interpreta a Juan de Dios Filiberto (1966) - Juan D’Arienzo for export - Vol. 1 (1966) - Estampas de antaño (1966) - Mi noche trisre (1966) - Juan D’Arienzo (1966) - Juan D’Arienzo y su Orquesta Típica (1966) - Corrientes y Esmeralda (1966) - Lo mejor de Juan D’Arienzo (1967) - D’Arienzo for export - Vol. 2 (1967) - Evocando el ayer - Vol. 3 (1967) - De ayer y de hoy (1967) - Barrio Reo (1968) - Con tu compás (1968) - D’Arienzo - Echagüe (1968, met zanger Alberto Echagüe) | - Tigre viejo (1969) - Armenonville (1969) - Cartón Junao (1970) - Evocando el ayer - Vol. 4 (1970) - Bueno, derecho y varón (1970) - A mí me llaman Juan Tango (1970, met Aníbal Troilo) - Sácala chispas (1971) - La Pañalada (1971) - Bien porteño (1971) - Evocando el ayer - Vol. 5 (1972) - Juan D’Arienzo 1928 (1972) - Viejo smoking (1973) - El bar de Rosendo (1973) - Juan D’Arienzo - Alberto Echagüe (1973, met zanger Alberto Echagüe) - Don Juan el Irresistible (1973) - Juan D’Arienzo for export - Vol. 4 (1973) - Bien portado (1973) - Chirusa (1975, met zanger Jorge Valdés) - Evocando el ayer - Vol. 6 (1975) - Tiempos viejos (1975) - Bueno, derecho y varón (1975) - Grandes creaciones de D’Arienzo - Mauré (1976, met zanger Héctor Mauré) - Milongas y valses (1977) - Bueno, derecho y varón - Vol. 2 (1977) - Bailarín compadrito (1978) - Hotel Victoria (1978) - Desde el alma (1979) - El Rey del Tango (1981) - Juan D’Arienzo y su Orquesta Típica (1981) - El vals de los quince años (1984) - Juan D’Arienzo - Vol. 3 (1940-1955) (1988) - El Rey del Compás (1936-1939) (1992) - D’Arienzo for export - Vol. 1 (1996) - D’Arienzo for export - Vol. 2 (1996) - D’Arienzo for export - Vol. 3 (1996) - La Cumparsita (1935-1939) (1997) - 40 grandes éxitos (1999) - Juan D’Arienzo Y Su Orquesta Tipica 1928-1929 (2005) - El Vals de Los Quince Años (2005) |  |

- Biblioteca Nacional de España: XX1275810
- Bibliothèque nationale de France: cb140088852 (data)
- Gemeinsame Normdatei: 135437326
- International Standard Name Identifier: 0000 0000 5936 5582
- Library of Congress Control Number: no2002057037
- MusicBrainz: d09ac963-025f-4eb6-853c-cc383838ee60
- Système universitaire de documentation: 134464095
- Virtual International Authority File: 37113607
- WorldCat: E39PBJmDggh9B6k9DqTQkryGHC